# Richard Niessen
Richard Niessen (Edam, 1972) is een Nederlands grafisch ontwerper.
Niessen studeerde in 1996 af aan de Gerrit Rietveld Academie in Amsterdam, waar hij later ook als docent werkzaam was. Sinds 1996 werkt Niessen als zelfstandig grafisch ontwerper; van 1999 tot 2002 werkte hij met Harmen Liemburg onder de naam GoldenMasters, daarna werkte hij alleen, onder de naam Typographic Masonry (TM). Sinds 2006 werkt Niessen samen met de ontwerpster Esther de Vries, met wie hij sinds 2005 getrouwd is.
In 2006 ontwierpen Niessen en De Vries het Stedelijk Museum Jaarverslag 2005, dat werd gekozen als een van de best verzorgde boeken van 2006. Dit jaarverslag werd in Duitsland tevens bekroond met een 'Ehrendiplom' als een van de 'Schönste Bücher aus aller Welt'.

Ter gelegenheid van de viering van 400 jaar handelsbetrekkingen tussen Nederland en Japan, maakten Niessen en De Vries het ontwerp voor een speciale vijf-euromunt.
 Niessen was ook de initiatiefnemer voor het boek en de expositie over het werk van de ontwerper Bas Oudt.
In 2007 had Niessen een overzichtstentoonstelling van zijn werk in La Chapelle in Chaumont, Frankrijk, tijdens het 18e International Poster and Graphic Arts Festival in Chaumont. De expositie was later dat jaar te zien in het Stedelijk Museum Amsterdam.